# Yokoyamaia orientalis
Yokoyamaia orientalis is een slakkensoort uit de familie van de Philinidae. De wetenschappelijke naam van de soort is voor het eerst geldig gepubliceerd in 1971 door Lin.